# Li Qishi
Li Qishi (* 16. August 1993 in Jilin) ist eine chinesische Eisschnellläuferin.

## Werdegang
Li debütierte im Weltcup im November 2013 in Calgary. Dort belegte sie den achten Platz in der Teamverfolgung. Bei den Olympischen Winterspielen 2014 in Sotschi errang sie den 27. Platz über 1500 m. Im März 2014 wurde sie chinesische Meisterin über 1000 m. Zu Beginn der Saison 2014/15 errang sie in Obihiro mit dem dritten Platz über 1000 m ihre erste Podestplatzierung im Weltcup. Beim folgenden Weltcup in Seoul holte sie über 1000 m ihren ersten Weltcupsieg. Im weiteren Saisonverlauf erreichte sie im Weltcup drei dritte Plätze über 1000 m und erreichte damit den dritten Gesamtplatz im Weltcup über 1000 m. Bei den Eisschnelllauf-Einzelstreckenasienmeisterschaften 2015 in Changchun gewann sie Bronze über 2 × 500 m, Silber über 1000 m und Gold über 1500 m. Im Oktober 2015 wurde sie chinesische Meisterin über 1500 m. Im folgenden Jahr lief sie bei den Einzelstreckenweltmeisterschaften in Kolomna auf den 21. Platz im 2 × 500-m-Lauf und auf den 11. Platz über 1000 m und bei der Sprintweltmeisterschaft in Seoul auf den 13. Platz. In der Saison 2018/19 belegte sie bei den Einzelstreckenweltmeisterschaften in Inzell den 23. Platz über 500 m, den zehnten Rang über 1000 m und den fünften Platz im Teamsprint und bei der Sprintweltmeisterschaft in Heerenveen den 16. Platz.

## Persönliche Bestzeiten
- 500 m      37,93 s (aufgestellt am 13. November 2015 in Calgary)
- 1000 m    1:13,27 min (aufgestellt am 11. Dezember 2021 in Calgary)
- 1500 m    1:54,07 min (aufgestellt am 5. Dezember 2021 in Salt Lake City)
- 3000 m    4:11,33 min (aufgestellt am 24. September 2021 in Ürümqi)
- 5000 m    7:57:43 min (aufgestellt am 12. Januar 2014 in Tomakomai)